# Radonie
Radonie – wieś sołecka w Polsce położona w województwie mazowieckim, w powiecie grodziskim, w gminie Grodzisk Mazowiecki. Na skraju wsi przepływa rzeka Mrowna.
| SIMC    | Nazwa        | Rodzaj                          |
| ------- | ------------ | ------------------------------- |
| 0002476 | Jordanowice  | część wsi (zniesiona w 2023 r.) |
| 0002482 | Mieczysławów | część wsi                       |
| 0002499 | Nowe Radonie | część wsi (zniesiona w 2023 r.) |
| 0002507 | Zajączkowo   | część wsi                       |

Wieś szlachecka położona była w drugiej połowie XVI wieku w powiecie błońskim ziemi warszawskiej województwa mazowieckiego. W latach 1975–1998 miejscowość administracyjnie należała do województwa warszawskiego.
W Radoniach znajdują się:
- klauzurowy klasztor Mniszek Zakonu Kaznodziejskiego, popularnie nazywanych dominikankami klauzurowymi[10].
- klasycystyczny dwór z 1 poł. XIX w. murowany kryty gontem otoczony parkiem krajobrazowym z pomnikami przyrody 2 dęby szypułkowe (obw. 2,8 i 5,1 m), 2 lipy drobnolistne (3,1 i 3,8 m), 3 jesiony wyniosłe (obw. 2,5-2,7 m) oraz kasztanowiec pospolity (obw. 3,5 m). W parku dworskim szpalery grabowe otaczające staw[11].

W 1920 roku w Radoniach urodziła się Wacława Ada Obłękowska.